# Punta Arenas (California)
Point Arena o Punta Arenas del original en español y aceptado por el GNIS, fundada en 1908 es una ciudad en el condado de Mendocino en el estado estadounidense de California. En el año 2000 tenía una población de 474 habitantes y una densidad poblacional de 134 personas por km².

## Geografía
Point Arena se encuentra ubicada en las coordenadas 38°54′32″N 123°41′35″O / 38.90889, -123.69306. Según la Oficina del Censo, la ciudad tiene un área total de 3,5 km² (1,4 mi²), de la cual 3,5 km² (1,4 mi²) es tierra y 0 km² (0 mi²) (0%) es agua.

## Demografía
Según la Oficina del Censo en 2000 los ingresos medios por hogar en la localidad eran de $27,083, y los ingresos medios por familia eran $32,885. Los hombres tenían unos ingresos medios de $21,042 frente a los $15,000 para las mujeres. La renta per cápita para la localidad era de $12,591. Alrededor del 26.0% de la población estaban por debajo del umbral de pobreza.